# Cladopelma laccophila
Cladopelma laccophila är en tvåvingeart som först beskrevs av Jean-Jacques Kieffer 1922.  Cladopelma laccophila ingår i släktet Cladopelma och familjen fjädermyggor.
Artens utbredningsområde är Tyskland. Inga underarter finns listade i Catalogue of Life.